# Canzoni
Albums de Fabrizio De André
Storia di un impiegato
(1973) Volume VIII
(1975)
Canzoni (en français, Chansons) est le neuvième album du chanteur italien Fabrizio De André paru le 12 avril 1974 chez la maison de disques Produttori Associati.

## Titres de l'album
Toutes les chansons sont de Fabrizio De André sauf mention :
| No  | Titre                                                                           | Paroles                          | Musique          | Durée |
| --- | ------------------------------------------------------------------------------- | -------------------------------- | ---------------- | ----- |
| 1.  | Via della Povertà (traduit de Desolation Row de Bob Dylan)                      | De André et Francesco De Gregori |                  | 9:37  |
| 2.  | Le passanti (traduit du poème Les Passantes de Antoine Pol)                     | De André                         | Georges Brassens | 3:51  |
| 3.  | Fila la lana (traduit de Fil la laine)                                          |                                  |                  | 2:40  |
| 4.  | La ballata dell'amore cieco (o della vanità)                                    |                                  |                  | 3:05  |
| 5.  | Suzanne (Chanson homonyme de Leonard Cohen)                                     |                                  |                  | 3:26  |
| 6.  | Morire per delle idee (adaptation de Mourir pour des idées de Georges Brassens) |                                  |                  | 4:26  |
| 7.  | La canzone dell'amore perduto                                                   |                                  |                  | 3:21  |
| 8.  | La città vecchia                                                                |                                  |                  | 3:23  |
| 9.  | Giovanna d'Arco                                                                 |                                  |                  | 4:50  |
| 10. | Delitto di paese (adaptation de "L'Assassinat" de Georges Brassens)             |                                  |                  | 3:55  |
| 11. | Valzer per un amore                                                             |                                  |                  | 3:37  |